# Лини, Уолтер
Уолтер Хэйди Лини (англ. Walter Hadye Lini; 1942 — 1999) — англиканский священник, первый премьер-министр Республики Вануату.

## Биография
Родился в 1942 году на острове Пентекост. Получил образование в миссионерской школе, затем отправился учиться в Новую Зеландию, где в 1970 году был посвящён в духовный сан.
В годы колониального господства на Новых Гебридах активно выступал на независимость кондоминиума. В начале 1971 года с группой «интеллектуалов» основал «Культурную ассоциацию Новых Гебрид», впоследствии трансформировавшуюся в Новогебридскую национальную партию (затем переименована в Партию Вануаку). В январе 1978 года был избран заместителем главного министра Законодательной Ассамблеи Новых Гебрид. В 1979 году стал главным министром Совета министров кондоминиума, а в 1980 году, после получения Новыми Гебридами независимости, — премьер-министром независимого государства Вануату.
Первое десятилетие его нахождения у власти характеризовалось смелой государственной политикой, конфронтацией с многими ведущими государствами мира (в частности, с США) и борьбой с партизанским движением внутри страны. Главной доктриной государственного строительства этого времени стал меланезийский социализм, в котором нашли отражение местные обычаи, подчёркивающие коллективистские представления солидарности и взаимопомощи, а также идеи о совместном владении и обработке земли.
Отношения с Францией в период премьерства Лини были натянуты, несмотря на то, что она оказывала стране серьёзную финансовую поддержку. Из страны были даже выдворены три французских посла. Натянутость в отношения была вызвана поддержкой французским правительством восстания на острове Эспириту-Санто в 1980 году, в ходе которого было объявлено о создании независимого государства Вемерана, а также продолжающейся, по мнению Лини, колониальной политикой страны в Новой Каледонии.
В 1983 году Вануату установила дипломатические отношения с режимом Фиделя Кастро на Кубе, который поддержал независимость островов, а впоследствии и с революционным режимом Ливии. Активно развивалось сотрудничество с Советским Союзом, с которым в 1987 году было подписано соглашение о рыболовстве.
Несмотря на тесное сотрудничество с социалистическими странами, Лини проводил политику неприсоединения к военно-политическим блокам, выступал против испытания ядерного оружия в тихоокеанском регионе, что негативно сказывалось на двусторонних отношениях с США, и сотрудничества с другими островными государствами Меланезии и Океании. В период премьерства Лини были также установлены дружественные отношения с Австралией и Новой Зеландией, которые стали вытеснять бывшие колониальные державы из Океании, прежде всего, Великобританию и Францию. Активно поддерживал движение за независимость коренных канаков в Новой Каледонии. Вануату была единственной страной в регионе, поддержавшей независимость Восточного Тимора.
Выбранный премьер-министром курс подвергался резкой критики со стороны политической элиты Вануату: членов Союза умеренных партий, президента Джорджа Сокоману. В декабре 1988 президент отстранил от должности У. Лини и назначил нового главу правительства, своего племянника Барака Сопе; Верховный суд страны отменил решение президента уже на следующий день. В результате президент и известный правый политик были арестованы и приговорены к тюремному заключению, за подготовку мятежа и государственного переворота.
К началу 1990-х годов авторитет премьер-министра резко упал. Свою роль сыграли накопление им министерских портфелей, частое увольнение действующих министров, вражда с ключевыми представителями судебной власти, постоянное столкновение с отдельными СМИ, подвергавшими его политику резкой критике, разоблачение его связей с вьетнамским бизнесменом и экспатриированным американским предпринимателем. Поэтому уже летом 1991 года оппоненты Лини по партии проголосовали за его исключение из Партии Вануаку, а 6 сентября 1991 года он перестал быть премьером страны. Однако Лини решил не уходить с политической сцены и основал новую политическую партию — Национальную объединённую партию, которая на следующих парламентских выборах, в конце 1991 года, создала коалицию с Союзом умеренных партий.
Умер 21 февраля 1999 года в столице Вануату, городе Порт-Вила.